# Smack My Bitch Up
„Smack My Bitch Up“ je skladba skupiny The Prodigy, která vyšla jako jejich dvanáctý singl dne 17. listopadu 1997. Byl to třetí a poslední singl z alba The Fat of the Land.
Text „Change my pitch up / Smack my bitch up“ se opakuje v celé skladbě. Skupina obhajovala skladbu tím, že text byl nesprávně pochopen jako nepřátelský k ženám a skladba vlastně znamená „...dělat neco intenzivně...“. Skladba vedla k novinářskému sporu na Reading Festivale. Vokály jsou přebrané a pozměněné z Ultramagnetic MCs skladby „Give the Drummer Some“. Původní texty hrané rapperem Kool Keithem jsou: „Switch up change my pitch up / Smack my bitch up like a pimp“. Ženské vokály ve „Smack My Bitch Up“ vytvořila zpěvačka Shahin Badar. Skladba obsahuje i ukázky ze skladby „Funky Man“ od Kool & The Gang, „In Memory Of“ od Randy Westona , „Bulls on Parade“ od Rage Against the Machine a „House of Rising Funk“ od Afrique. Singlu „Smack My Bitch Up“ se ve Spojeném království do konce roku 1997 prodalo více než 100 000 kopií.

## Seznam skladeb

### XL recordings

#### 12" vinyl
1. „Smack My Bitch Up“ (LP verze) – 5:42
2. „No Man Army“ (featuring Tom Morello) – 4:44
3. „Smack My Bitch Up“ (DJ Hype remix) – 7:17
4. „Mindfields“ (Headrock dub) – 4:34

#### CD singl
1. "Smack My Bitch Up" (Edit) – 4:45
2. "No Man Army" (Featuring Tom Morello) – 4:44
3. "Mindfields" (Headrock Dub) – 4:34
4. "Smack My Bitch Up" (DJ Hype Remix) – 7:17

### Maverick records

#### 12" vinyl „Black sleeve“
A1. „Smack My Bitch Up“ (Album Verze) – 5:43
A2. „Mindfields“ (Headrock Dub) – 4:35
B1. „Smack My Bitch Up“ (DJ Hype Remix) – 7:17

#### 12" vinyl
A1. „Smack My Bitch Up“ (LP Verze) – 5:42
A2. „No Man Army“ (featuring Tom Morello) – 4:44
B1. „Mindfields“ (Headrock Dub) – 4:34
B2. „Smack My Bitch Up“ (DJ Hype Remix) – 7:17

#### Digipak
1. „Smack My Bitch Up“ (Edit) – 4:45
2. „No Man Army“ (featuring Tom Morello) – 4:44
3. „Mindfields“ (Headrock Dub) – 4:34
4. „Smack My Bitch Up“ (DJ Hype Remix) – 7:17

Digipak byl vydán ve spolupráci se Sire records.